# Jacek Krakowski
Jacek Krakowski (ur. 9 maja 1950 w Łodzi) – polski poeta i prozaik, scenarzysta, autor utworów dla dzieci i młodzieży.

## Życiorys
Jacek Krakowski jest absolwentem Wydziału Chemicznego na Uniwersytecie Łódzkim (1972). Pracował jako instruktor Dzielnicowego Domu Kultury Łódź – Bałuty. Jako poeta debiutował na łamach „Odgłosów”. Publikował recenzje, eseje, opowiadania i wiersze na łamach „Odgłosów”, „Nowego Wyrazu”, „Poezji” i „Do Rzeczy”. Jest autorem tomików wierszy, powieści, wierszowanych opowiadań dla dzieci oraz cyklu esejów pt. „Ciemna strona czasu” publikowanych na łamach dodatku kulturalnego do Gazety Wyborczej – „Verte” (1994–1995). Jest autorem scenariuszy filmów animowanych wytwórni filmowej Se-ma-for. Należał do Związku Literatów Polskich (1985–1989). Jest członkiem (od 1991) Łódzkiego Oddziału Stowarzyszenia Pisarzy Polskich.

## Publikacje

### Poezje
- Teatr pamięci, Wydawnictwo Iskry, 1983,
- Stan stworzenia, Biblioteka Łódzka Stowarzyszenia Pisarzy Polskich, 1993[3],

### Powieści
- Autopsja, czyli dziennik kryzysu, Wydawnictwo Łódzkie, 1984,
- Trans, Wydawnictwo Iskry, 1987,
- Zaraza, Wydawnictwo Łódzkie, 1987,
- Naram z Terranovej (współautorka: Halina Olczak-Moraczewska), Krajowa Agencja Wydawnicza, 1988[2],
- Klucze nieba i piekła, Książka i Wiedza, 1998[3],
- Za ciosem, Super Kryminał, Warszawa: Pi, 2012, ISBN 978-83-62781-80-5,
- Nieobecny, Saga Egmont, 2022, ISBN 978-87-28-30790-8.
- Przerwane śledztwo, Super Kryminał, Warszawa: Pi, 2012, ISBN 978-83-62781-70-6,
- Nikomu nic nie mów, Lindhardt og Ringhof, 17 lutego 2021, ISBN 978-87-26-82327-1,
- Śmierć o świcie, Lindhardt og Ringhof, 17 lutego 2021, ISBN 978-87-26-82330-1,
- Postrach-Zdrój, Lindhardt og Ringhof, 17 lutego 2021, ISBN 978-87-26-82324-0,
- Zły sen, Lindhardt og Ringhof, 17 lutego 2021, ISBN 978-87-26-82325-7,
- Za ciosem, Lindhardt og Ringhof, 17 marca 2021, ISBN 978-87-26-82328-8,
- Zgubne dziedzictwo, Lindhardt og Ringhof, 17 marca 2021, ISBN 978-87-26-82329-5,
- M.O.R.D., Lindhardt og Ringhof, 17 marca 2021, ISBN 978-87-26-82323-3,
- Lato naszej miłości, Lindhardt og Ringhof, 21 czerwca 2021, ISBN 978-87-26-82322-6,
- Widziałam, jak zabił, Lindhardt og Ringhof, 5 lipca 2021, ISBN 978-87-26-93067-2,
- Ciemne moce, Lindhardt og Ringhof, 7 grudnia 2021, ISBN 978-87-28-07540-1.

### Wierszowane bajki
- Przygoda w Krainie Czystości, Krajowa Agencja Wydawnicza, 1985,
- Kto tak pięknie gra, Wydawnictwo Łódzkie, 1986,
- Uśmiechy roku, Wydawnictwo Łódzkie, 1986,
- Piotr z Piotrkowa, Wydawnictwo Łódzkie, 1987[2],
- Dziamdziorek i Mamrotek wyruszają w świat, Niezwykłe przygody Dziamdziorka i Mamrotka, Saga Egmont, 2021, ISBN 978-87-28-01153-9.
- Zuchwała wyprawa Dziamdziorka i Mamrotka, Niezwykłe przygody Dziamdziorka i Mamrotka, Saga Egmont, 2021, ISBN 978-87-28-01154-6.
- Dziamdziorek, Mamrotek i tajemnica jesieni, Niezwykłe przygody Dziamdziorka i Mamrotka, Saga Egmont, 2021, ISBN 978-87-28011-55-3.
- Jak Dziamdziorek i Mamrotek poszukiwali Nowego Roku, Niezwykłe przygody Dziamdziorka i Mamrotka, Saga Egmont, 2021, ISBN 978-87-28-01149-2.